# Ensemble de bâtiments situés 12, 14 et 16 rue Obrenovićeva à Niš
L'ensemble de bâtiments situés 12, 14 et 16 rue Obrenovićeva à Niš (en serbe cyrillique : Група зграда које чине недељиву целину у Ул. Обреновићева 12, 14 и 16 у Нишу ; en serbe latin : Grupa zgrada koje čine nedeljivu celinu u Ul. Obrenovićeva 12, 14 i 16 u Nišu) se trouve à Niš, dans la municipalité de Medijana et dans le district de Nišava, en Serbie. Il est inscrit sur la liste des monuments culturels protégés de la République de Serbie (identifiant no SK 838),,.

## Présentation
Les bâtiments, situés 12, 14 et 16 rue Obrenovićeva (ancienne rue Maršala Tita), ont été construits dans les années 1920, à un moment où le rue se développait rapidement, avec la construction d'immeubles, de cafés et de magasins construits sous l'influence de l'architecture occidentale. L'ensemble classé est constitué de l'immeuble Nisim (en serbe : Palata Nisim), au no 12 et de deux autres bâtiments aux no 14 et 16, aujourd'hui intégrés dans la façade en verre et en acier du centre commercial Gorča.

## Immeuble Nisim (n°12)
Au no 12, l'immeuble Nisim a été construit en 1930 pour les frères Nisim (Moric, Raul et Čibi), des marchands de la ville ; il a été conçu par l'architecte belgradois Josif Albala, qui a aussi dessiné la synagogue de Niš. Il a été édifié là où, à l'époque de la domination ottomane, se trouvait un hammam et la boucherie turque Era situés dans une čaršija (bazar) couverte.
Ce bâtiment, de style « moderne », est constitué d'un rez-de-chaussée, où se trouvaient les locaux de vente, et de trois étages, à vocation résidentielle. Constitué de trois étages, il est construit en béton, ce qui met en valeur son aspect fonctionnel et massif. Des rainures peu profondes sont creusées sur les surfaces entre les fenêtres, donnant ainsi du relief à la façade ; les longs balcons des premier et second étages, ainsi que le troisième étage sont dotés d'angles arrondis.
Au rez-de-chaussée, les frères Nisim vendaient de la verrerie de Nuremberg dans la boutique Kod Luvra (« Au Louvre ») et des vêtements de confection dans la boutique Kod 100.000 košulja (« Aux 100 000 chemises ») ; ils vendaient également du café.
Les neuf membres de la famille ont été abattus par nazis sur la colline de Bubanj en 1942.

## Bâtiments auxno14 et 16
Les bâtiments aux no 14 et 16 ont été conçus en enfilade par l'architecte Aleksandar Buđevac pour Sajdžija Mihajlović ; les deux édifices ne diffèrent fondamentalement que par leur hauteur au niveau de la corniche.
Les bâtiments sont constitués d'un rez-de-chaussée avec de hauts portails et d'un étage avec des fenêtres qui, par leur disposition symétrique, soulignent l'horizontalité des édifices. La décoration des façades s'inscrit dans l'esprit du classicisme avec des éléments de l'Art nouveau, ce qui est visible au no 16, à l'étage, avec un balcon central en fer forgé décoré d'éléments végétaux. Au 16, les fenêtres sont encadrées de piliers décoratifs et surmontées de tympans richement ornés. Au sommet des façades se trouvent des bandeaux au-dessus des fenêtres et sous la corniche du toit ; au no 14, ces cordons forment une frise dentelée ; entre les cordons se trouvent des ouvertures rectangulaires au no 14 et circulaires au no 16, avec des éléments en métal ouvragé.

## Classement du secteur
Le secteur de la rue Obrenovićeva, où se trouvent les bâtiments, est inscrit sur la liste des entités spatiales historico-culturelles protégées de la République de Serbie (identifiant no PKIC 31),.